# 莫利角
莫利角（英語：Molley Corner），是南極洲的海岬，位於詹姆斯羅斯島，處於奧貝利斯克角以東6公里的羅斯灣北部，在1983年由英國南極名稱諮詢委員會命名，現時由南極條約體系管理。